# Beuvron (Nièvre)
Beuvron település Franciaországban, Nièvre megyében. Lakosainak száma 86 fő (2022. január 1.). Beuvron Cuncy-lès-Varzy, Taconnay, Grenois, Parigny-la-Rose és Saint-Germain-des-Bois községekkel határos.

## Népesség
A település népességének változása:
| Lakosok száma | 92   | 82   | 83   | 79   | 80   | 81   | 83   | 84   | 86   |
|               | 2013 | 2015 | 2016 | 2017 | 2018 | 2019 | 2020 | 2021 | 2022 |